# Kikimora (väsen)
Kikimora кики́мора (kikímara кики́мара, sjisjímora шиши́мора, sjisjímara шиши́мара, susédka сусе́дка, mára ма́ра) är еtt kvinnligt mytologiskt väsen (i Ryssland, Vitryssland och Ukraina) som sägs bo i de flesta boningshus, och orsaka människornas alla små förtret. 

## Namnets ursprung
Ordet kikimora och kikimara är sammansatt av kiki och mora eller mara.
- кик kik-/ кык kyk-/ кук kuk är en uråldrig balt-slavisk rot som betyder krokig, puckelryggig.
- моръ mor – är en slavisk rot som betyder död. I europeiska sagor och legender sätter sig Мара Mara (nordisk mytologi)n på den sovandes bröst för att kväva denne.

Det finns också teorier om att den första roten Кики Kiki är det finsk-ugriska kvinnonamnet Kikke, och att Morko är finska för fågelskrämma, skräck och mörker.
Ett alternativt öknamn för kikimora är шишимора sjisjimora, eftersom allt otyg kallades шиш sjisj. Det finns en teori om att det har ett ryskt dialektalt ursprung i шишить sjisjit’, шишать sjisjat’, копошиться, шевелиться, делать украдкой koposjit’sa, sjevelit’sa delat’ ukradkoj – röra sig, göra något i smyg.

## Mytologisk gestalt
Kikimoror kunde ha olika ursprung:
- dödfödda barn, spädbarn som hade dött odöpta, ofullgångna foster, missfall, missfoster utan armar och ben
- barn som blivit till efter sedeslöst umgänge med elddrakar
- barn som blivit förbannade av sina föräldrar, och därför blivit bortförda eller bortbytta av onda krafter.

Kikimoror brukade i regel bosätta sig i utrymmen under vilka liken efter barn och hängda var begravda, och även i hus där barn hade dött av någon anledning. Kanske var de även ditskickade av trollkarlar.
Kikimoror tyckte om att skoja med folk och ibland uppträdde de som övergivna barn på vägen, och när folk tog hand om dem, sprang de hånskrattande sin väg.
Kikimororna framträdde på olika vis: som husmor i stugan, hustru till domovojen, det vill säga husanden eller skogsandarnas herre. Kikimoror i träsk eller skogar anklagades för att röva bort barn, och i deras ställe lämna kvar förtrollade vedträn.
Det var lätt att upptäcka deras närvaro i huset genom de blöta spår de efterlämnade. Man kunde skydda sig mot kikimoran genom böner, anropa Gud namn eller tvärtom, använda svordomar.
Kikimorornas favoritsyssla var vävning och spånad. Detta befryndar dem med den hedniska gudinnan Mokosj, vars kult sannolikt hade påverkat gestaltningen av denna husande. Ibland räknades Kikimora även som kvinnornas medhjälperska i brödbakning, disk, boskapsvallande och barnvyssjande.
Det sades att kikimoran visade sig innan något särskilt skulle hända av vikt för familjemedlemmarna, och då ofta på tröskeln. Om hon grät eller knackade hårt med knyppelpinnen, förebådade det olycka, om hon spann var någons död att vänta. Om man sporde kikimoran kunde hon svara med en knackning.
En infångad kikimora kunde förvandlas till en människa om man klippte ett kors på dess hjässa. Men defekter kvarstod för alltid som en påminnelse: stamning, kutryggighet, svagsinthet.

## Utseende
Folket föreställde sig kikimororna som vanskapta dvärgar, eller småbarn med huvuden små som fingerborgar, och kropparna tunna som halmstrån. De kunde vara osynliga, springa snabbt och se på långt håll, de bar inga kläder eller skor – de var för evigt unga flickor, små och outtröttliga. Enligt andra beskrivningar liknade kikimororna små krumma och vanställda gamla gummor, klädda i trasor och lump, löjeväckande och sjabbiga, rädda för att bli bortblåsta med vinden och därför inte lämnade huset. Ibland förekom kikimoran i mansgestalt. Ibland som en ung kvinna med utslaget hår eller lång fläta, helt oklädd eller i en enfärgad blus. Ibland som en gift kvinna i povojnik (en huvudbonad för gifta kvinnor). Enligt folktron kunde kikimoran visa sig som hund, gris, anka, och även som hare eller hamster.

## Livsstil och sysselsättning
Som andra husandar brukade kikimororna bo bakom ugnen, under golvet eller på vinden. De kunde också bo i övergivna byggnader, på gården, i bastun, i lagården, på logen, i hönshuset och även i ölstugan. På dagen gömde de sig för människorna, men på nätterna var de aktiva och störde husbönderna med oväsen. Under stillsamma nätter kunde man höra hur de hoppade, spann och tvinnade tråd. De kunde spinna klart tråden, men inte från vänster till höger, utan tvärtom, men oftast hade de av och smutsade ner tråden, brände det häcklade linet, trasslade till ullen, som hade lämnats utan att välsignas. De sydde dåligt, kikimorornas stygn var oregelbundna, ojämna:
| ”                | Förvänta dig inga skjortor från kikimoran. | „ |
| – Ryskt ordspråk |                                            |   |